# Cửa khẩu Tén Tằn
Cửa khẩu Tén Tằn là cửa khẩu tại khu phố Tén Tằn, thị trấn Mường Lát, huyện Mường Lát tỉnh Thanh Hóa, Việt Nam .
Cửa khẩu Tén Tằn thông thương với cửa khẩu Somvang (Xôm Vẳng) 20°32′01″B 104°29′07″Đ / 20,533526°B 104,485379°Đ ở ban Som Vang muang Sop Bao (Xốp Bâu) tỉnh Huaphanh, CHDCND Lào .
Cặp cửa khẩu Tén Tằn - Somvang được giới chức hai nước Việt - Lào nâng cấp thành cửa khẩu quốc gia ngày 12/07/2012.
Cửa khẩu Tén Tằn là điểm cuối của Quốc lộ 15C tỉnh Thanh Hóa. Tại đây có cột mốc biên giới 281 và là nơi sông Mã (Nậm Ma) chảy vào đất Việt .